# Hermann Haller (scultore)
Hermann Haller (Berna, 24 dicembre 1880 – Zurigo, 23 novembre 1950) è stato uno scultore svizzero, tra i più conosciuti nei paesi di lingua tedesca .

## Biografia

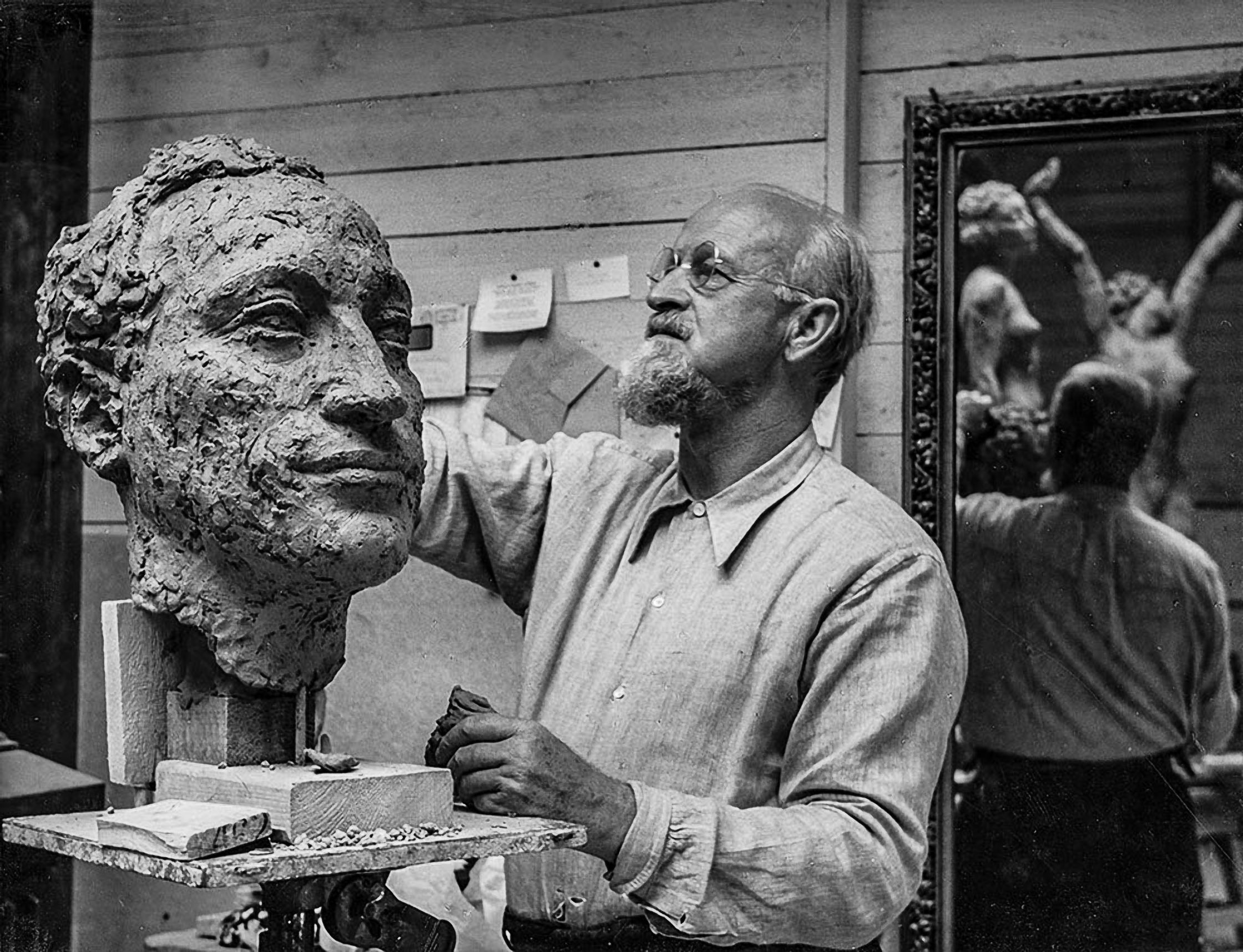
Hermann Haller intorno al 1940, Foto: Hilmar Lokay

Hermann Haller nacque a Berna nel 1880. Le sue prime esperienze artistiche furono nella pittura: con Heinrich Knirr a Monaco (ove ebbe modo anche di frequentare Paul Klee, già suo compagno di studi, destinato a divenire un personaggio importante dell'arte del XX secolo), e con Leopold von Kalckreuth a Stoccarda.
Nel 1905, durante un soggiorno a Roma, decise di dedicarsi alla scultura. Visse poi a Parigi, ove poté apprezzare le sculture di Auguste Rodin, a Berlino e, nel 1915, si trasferì a Zurigo, ove morì, a sessantanove anni, nel 1950. 

## Stile ed opere
Lo stile di Haller si caratterizza per l'opposizione alla linea goticizzante di Lehmbruck e del suo timbro psicologico: i suoi soggetti, soprattutto dopo il 1930, si risolvono nei corpi in cui la sintesi plastica, non esente da geometrizzazioni, è accostabile al gusto formale di Maillol e Despiau.
Soggetto tipico dei suoi lavori sono i nudi femminili, che foggia mettendo da parte il sentimento e le soprastrutture idealizzanti. 
Tra le sue opere più note: La ragazza con le braccia alzate, statua posta su una stele presso la riva del lago di Zurigo, oltre ad alcune opere monumentali che decorano gli edifici e le piazze.

## Altre opere

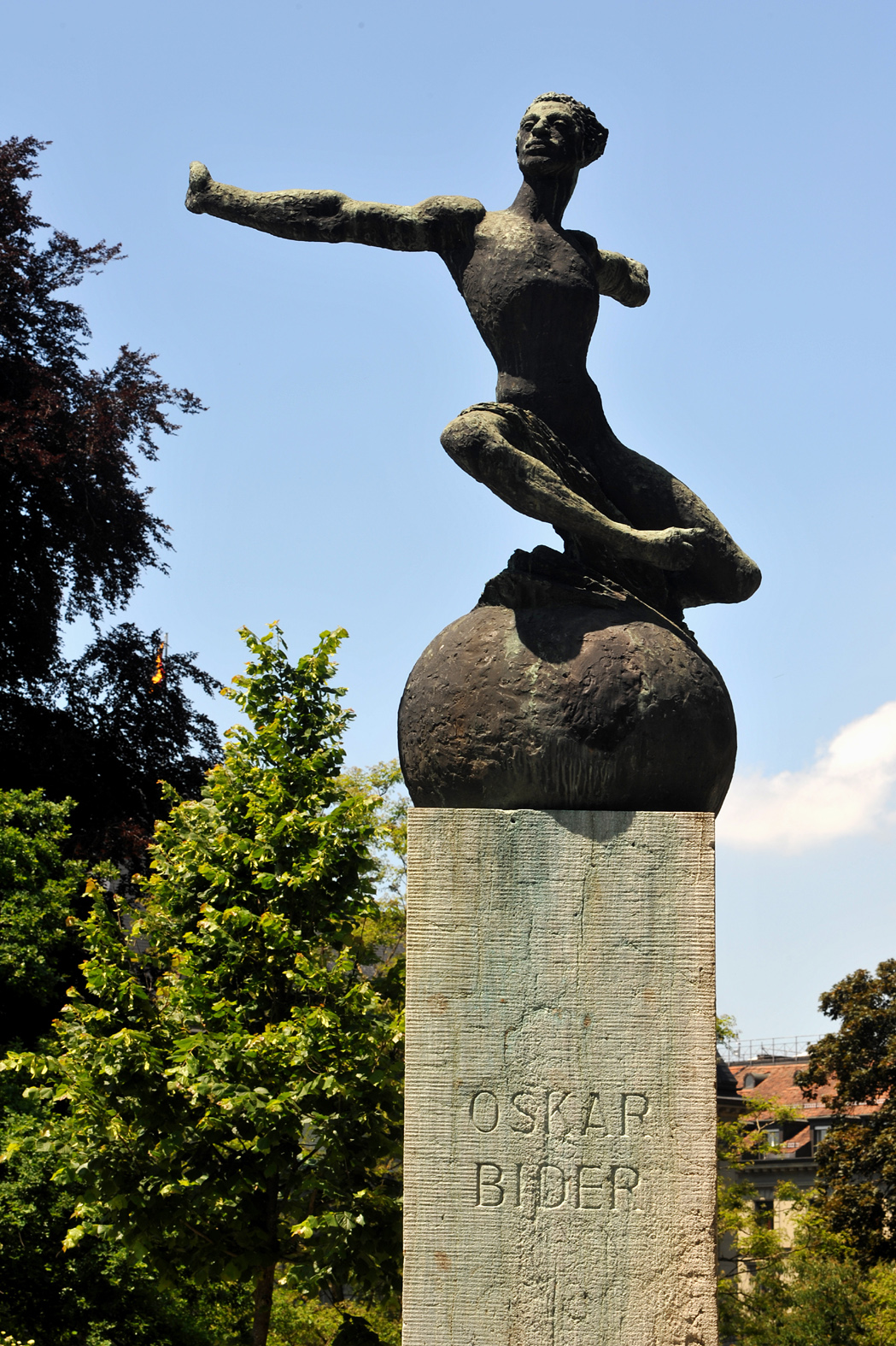
Berna: Oskar Bider, pioniere dell'aeronautica (1924)
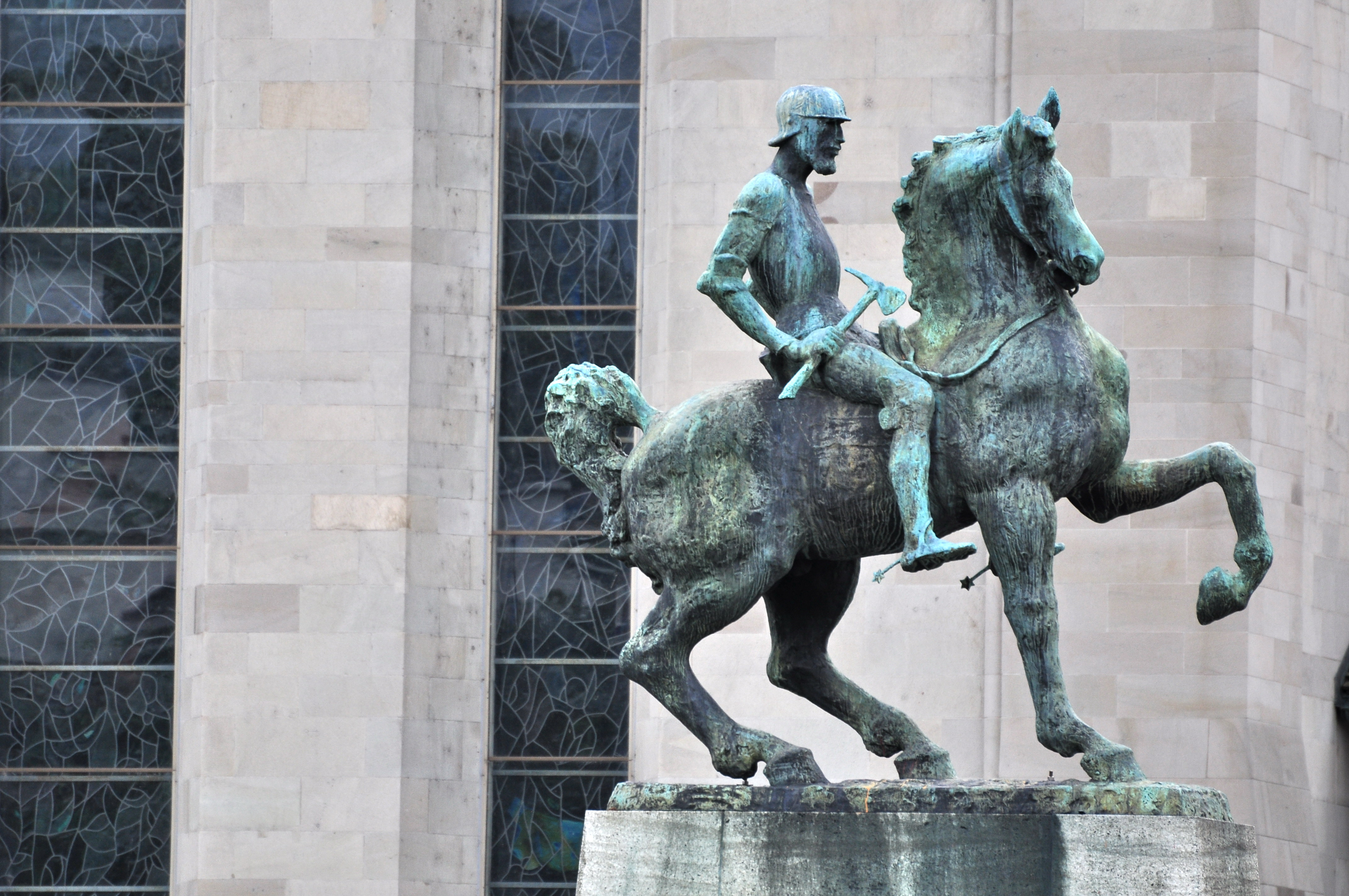
Zurigo: Hans Waldmann (1937)
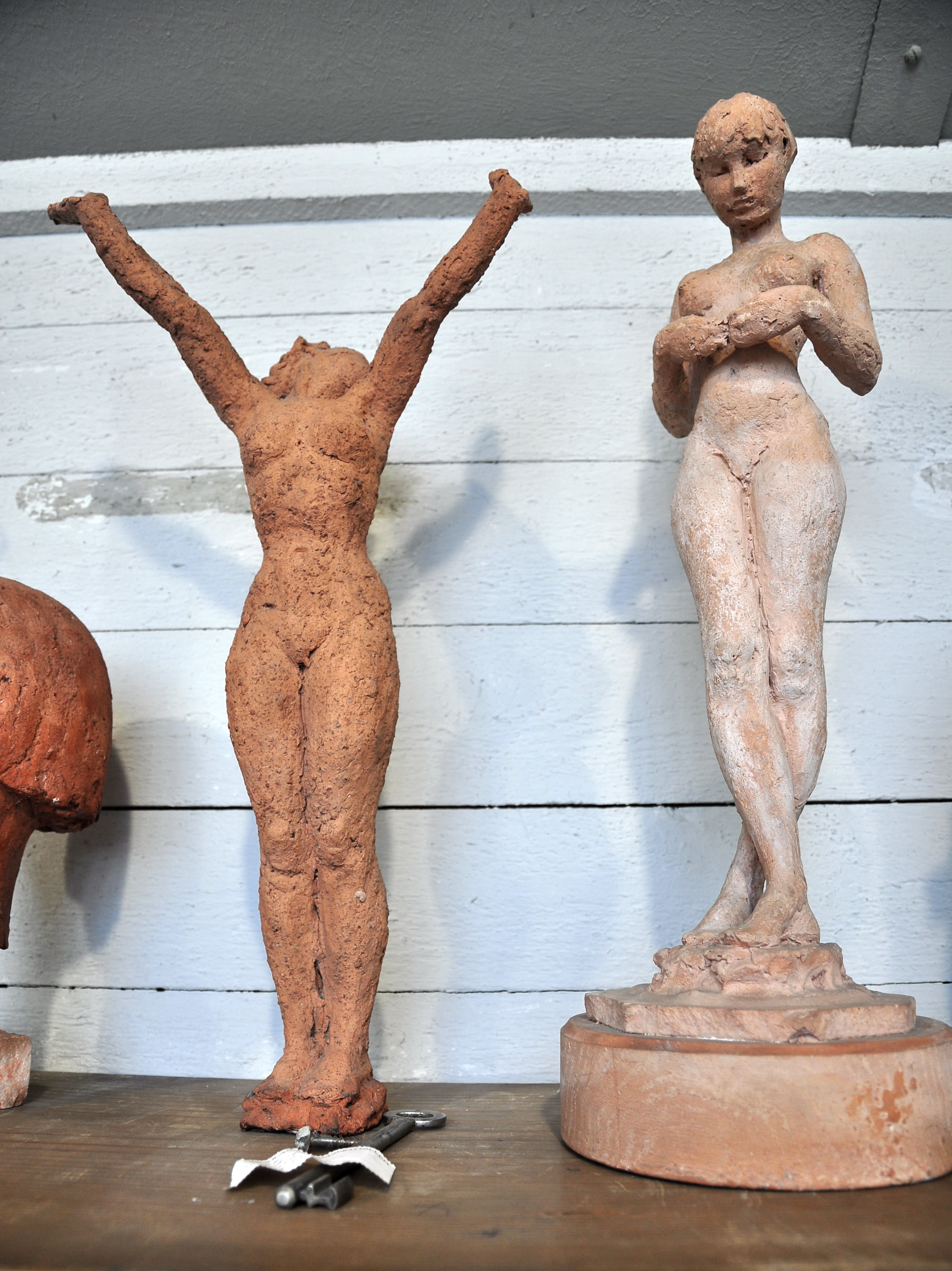
Zurigo: l'atelier di Haller
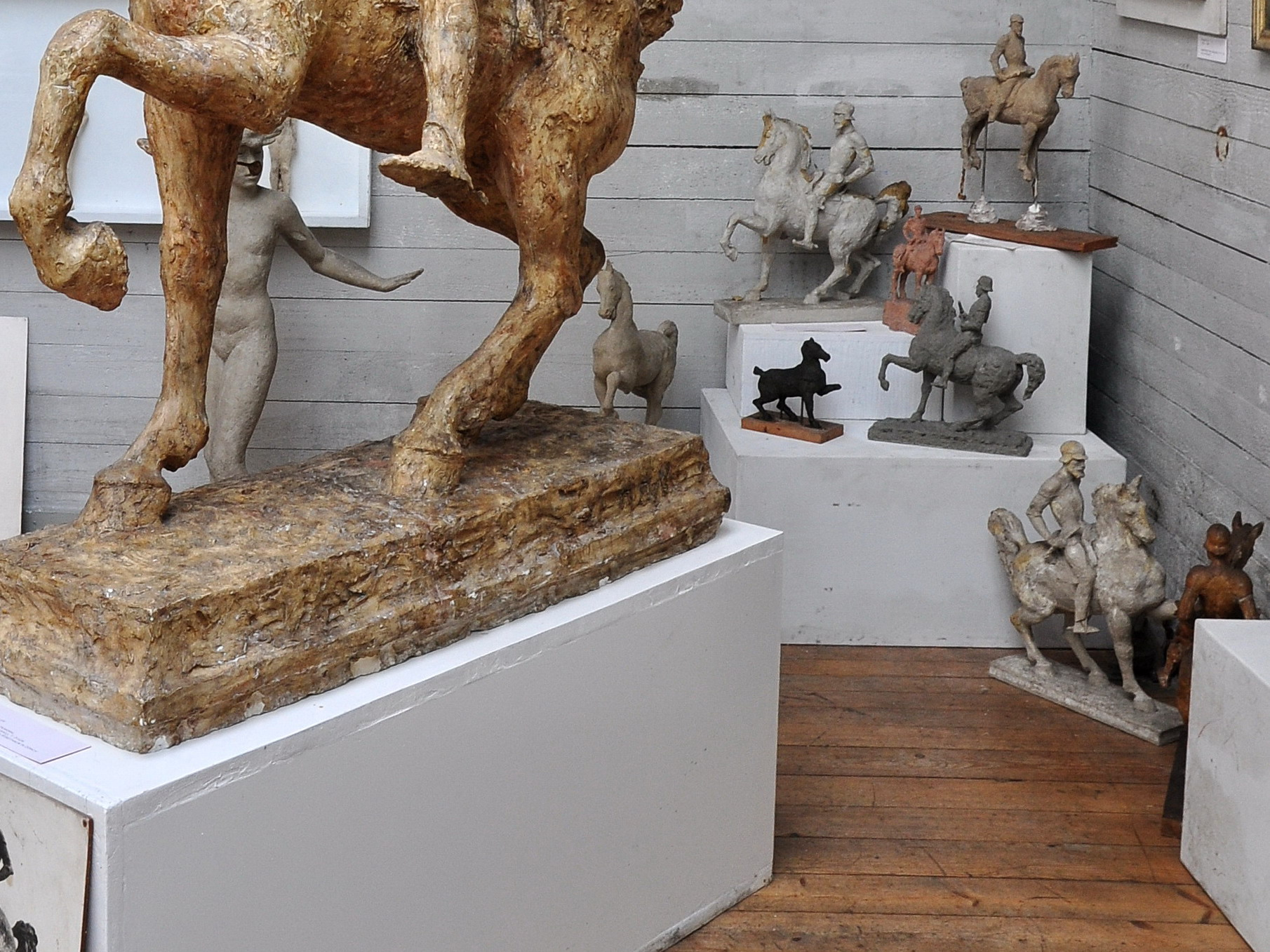
Zurigo: l'atelier di Haller
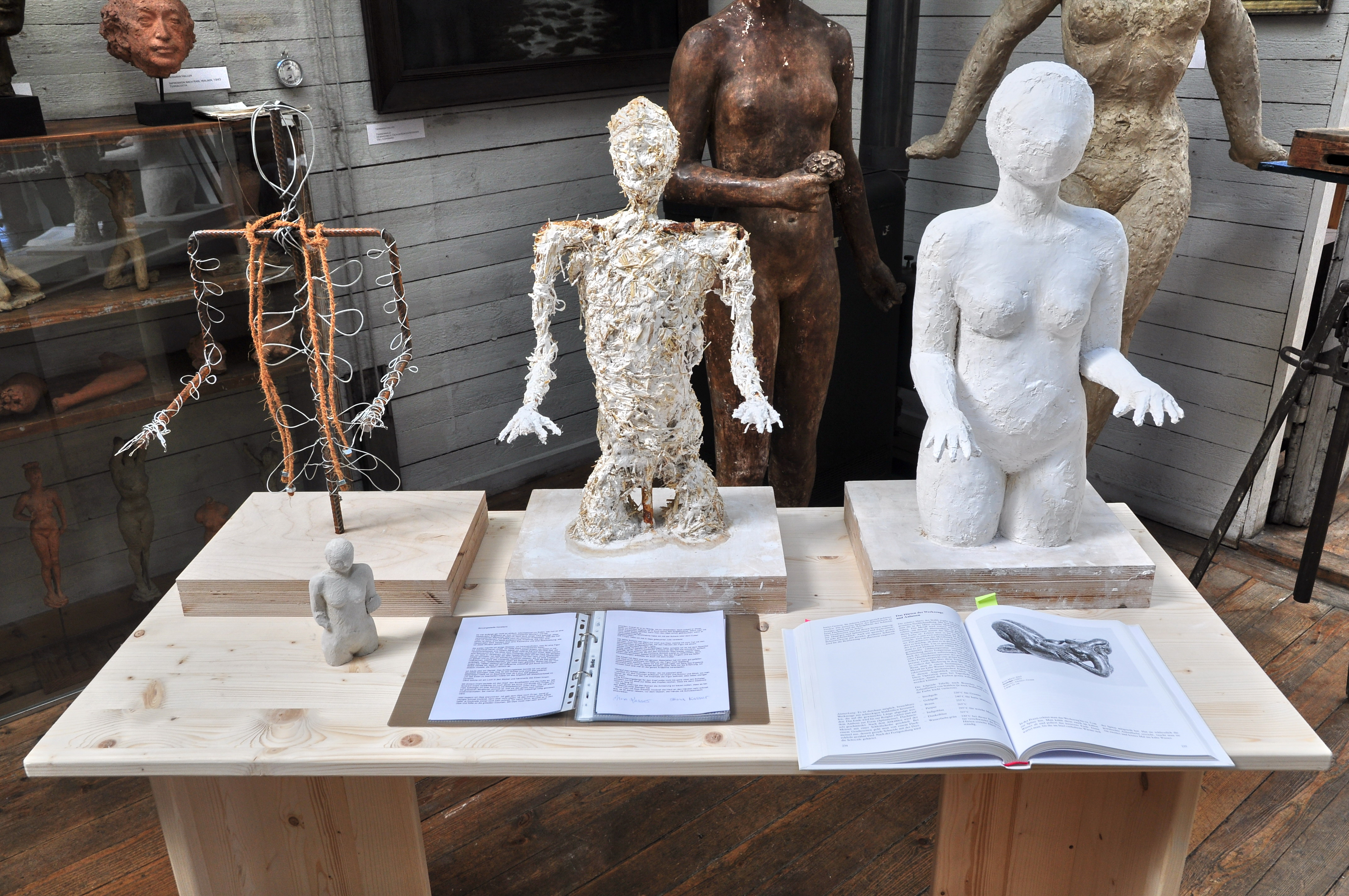
Zurigo: l'atelier di Haller